# Yannick Lesourd
Pour les articles homonymes, voir Lesourd.
Yannick Lesourd, né le 3 avril 1988 à Dreux (Eure-et-Loir), est un athlète français, spécialiste des épreuves de sprint, licencié à l'ASA Maisons-Alfort Athlétisme.
Son entraîneur actuel est l'ancien sprinteur Dimitri Demonière.

## Biographie
Yannick Lesourd possède des origines mauriciennes et hésite entre l'athlétisme et le football étant enfant. Avec Jules Lechanga, autre futur athlète de haut niveau drouais, il s'assoit sur les bancs de la même école avant de partager la même chambre à l'INSEP.
En 2007, il réalise le doublé 100 mètres-200 mètres aux championnats de France juniors. L'été venu, une médaille d'argent sur 100 m aux Championnats d'Europe juniors d'Hengelo (Pays-Bas) confirme son potentiel.
Pour accélérer sa progression, il part s'entraîner à l'INSEP puis décide de quitter son club formateur, le Dreux AC, pour rejoindre le Lagardère Paris Racing. Sous la houlette de Guy Ontanon, Lesourd descend encore son chrono en 2008 (10 s 38), décroche le bronze aux championnats de France élite mais échoue à se glisser dans le relais 4x100m pour les Jeux olympiques. Devant les forfaits de Lemaître et Nthépé, le Drouais est rappelé. Il se retrouve même avec la lourde responsabilité de lancer le relais en série. Le bâton finit par tomber en cours de route, la France est éliminée, mais la prestation de l'Eurélien convainc.
Son record personnel sur 100 m, établi le 29 juillet 2011 lors des Championnats de France d'Albi, est de 10 s 29 (+2,0 m/s). Malheureusement, les grosses blessures s'enchaînent. La seule éclaircie a lieu en 2011. Lors des Championnats du monde, Lesourd, accompagné de Lemaître, Vicaut et Tinmar, empoche la médaille d'argent avec les Bleus, qui profitent de plusieurs chutes. En 38 s 20, l'équipe de France établit alors son meilleur temps de l'année.

## Style
Aussi explosif dans les « starts » que réservé face à la presse, Yannick Lesourd détonne avec son gabarit atypique (1,75m pour 65 kg) et sa grande fréquence de foulées.

## Palmarès
| Date | Compétition                   | Lieu    | Résultat | Épreuve   |
| ---- | ----------------------------- | ------- | -------- | --------- |
| 2007 | Championnats d'Europe juniors | Hengelo | 2e       | 100 m     |
| 2007 | Championnats d'Europe juniors | Hengelo | 3e       | 4 × 100 m |
| 2011 | Championnats du monde         | Daegu   | 2e       | 4 × 100 m |

### Records
| Épreuve | Performance | Lieu    | Date            |
| ------- | ----------- | ------- | --------------- |
| 60 m    | 6 s 73      | Aubière | 13 février 2010 |
| 100 m   | 10 s 29     | Albi    | 29 juillet 2011 |

### Ouvrage de référence
- Gérald Massé et Romain Léger, Les exploits des sportifs d'Eure-et-Loir : 1965-2015, Dreux, Antipodes, octobre 2015, 336 p. (ISBN 978-2-9553628-0-8)

1. 1 2 3 4 5 6 7 8 9 10 11 12 13  Athlétisme - 2008 / Dreux ACA : la génération dorée, p. 220
2. ↑  Athlétisme - 2008 / Dreux ACA : la génération dorée / Repères, p. 225
3. 1 2  Athlétisme - 2008 / Dreux ACA : la génération dorée, p. 221
4. ↑  Athlétisme - 2008 / Dreux ACA : la génération dorée, p. 219

### Autres références
1. ↑  (en) « Une fin en apothéose ! », sur lefigaro.fr (consulté le 4 septembre 2011)